# Number (酒井香奈子のアルバム)
『Number』（なんばー）は、酒井香奈子の1枚目のオリジナルアルバム。

## 収録曲
1. WONDERLAND
  - 作詞 - ？
2. Cheer!〜まっかなキモチ〜
  - 作詞 - 美咲ひいろ / 作曲・編曲 - 小山晃平
  - テレビアニメ『REC』オープニングテーマ
3. I'M ON YOUR SIDE
  - テレビアニメ『REC』キャラクターソング
4. そよかぜらいふ
  - 作詞 - くまのきよみ / 作曲・編曲 - 櫻井真一
  - テレビアニメ『貧乏姉妹物語』エンディングテーマ
5. 白い約束
  - DSEシリーズ第5弾オリジナルビデオ『Flower Snow』テーマソング
6. 小さな銀河
  - テレビアニメ『REC』キャラクターソング
7. 月華の祈り
  - テレビアニメ『風のスティグマ』第9話挿入歌&第12話EDテーマ
8. NON STOP!!!
  - DSEシリーズ第4弾オリジナルビデオ『Princess Cat』テーマソング
9. SUPER POWER〜おんなのこパンチ！〜
  - テレビアニメ『REC』イメージソング
10. GO FORWARD
  - テレビアニメ『REC』キャラクターソング
11. My Dear Love
  - 作詞 - 酒井香奈子 / 作曲 -  / 編曲 -
12. 何の木？
  - テレビアニメ『REC』挿入歌